# Goicea - Măceșu de Sus
Goicea - Măceșu de Sus este o arie protejată (arie de protecție specială avifaunistică — SPA) din România întinsă pe o suprafață de 1.604,4 ha, integral pe uscat.

## Localizare
Situl se întinde pe teritoriile administrative ale comunelor Cârna, Goicea, Măceșu de Jos și Măceșu de Sus din județul Dolj. Centrul sitului Goicea - Măceșu de Sus este situat la coordonatele 43°54′36″N 23°40′34″E / 43.910097°N 23.676055°E.

## Înființare
Situl Goicea - Măceșu de Sus a fost declarat arie de protecție specială avifaunistică (ROSPA0155) în septembrie 2016 pentru a proteja câteva specii de păsări.

## Biodiversitate
Situată în ecoregiunea continentală, aria protejată nu include niciun habitat protejat.
La baza desemnării sitului se află 5 specii protejate de păsări protejate la nivel european; astfel: fâsă de câmp (Anthus campestris), erete vânăt (Circus cyaneus), presură de grădină (Emberiza hortulana), vânturel de seară (Falco vespertinus), sfrânciocul cu frunte neagră (Lanius minor).